# Hồi giáo ở Bắc Cực

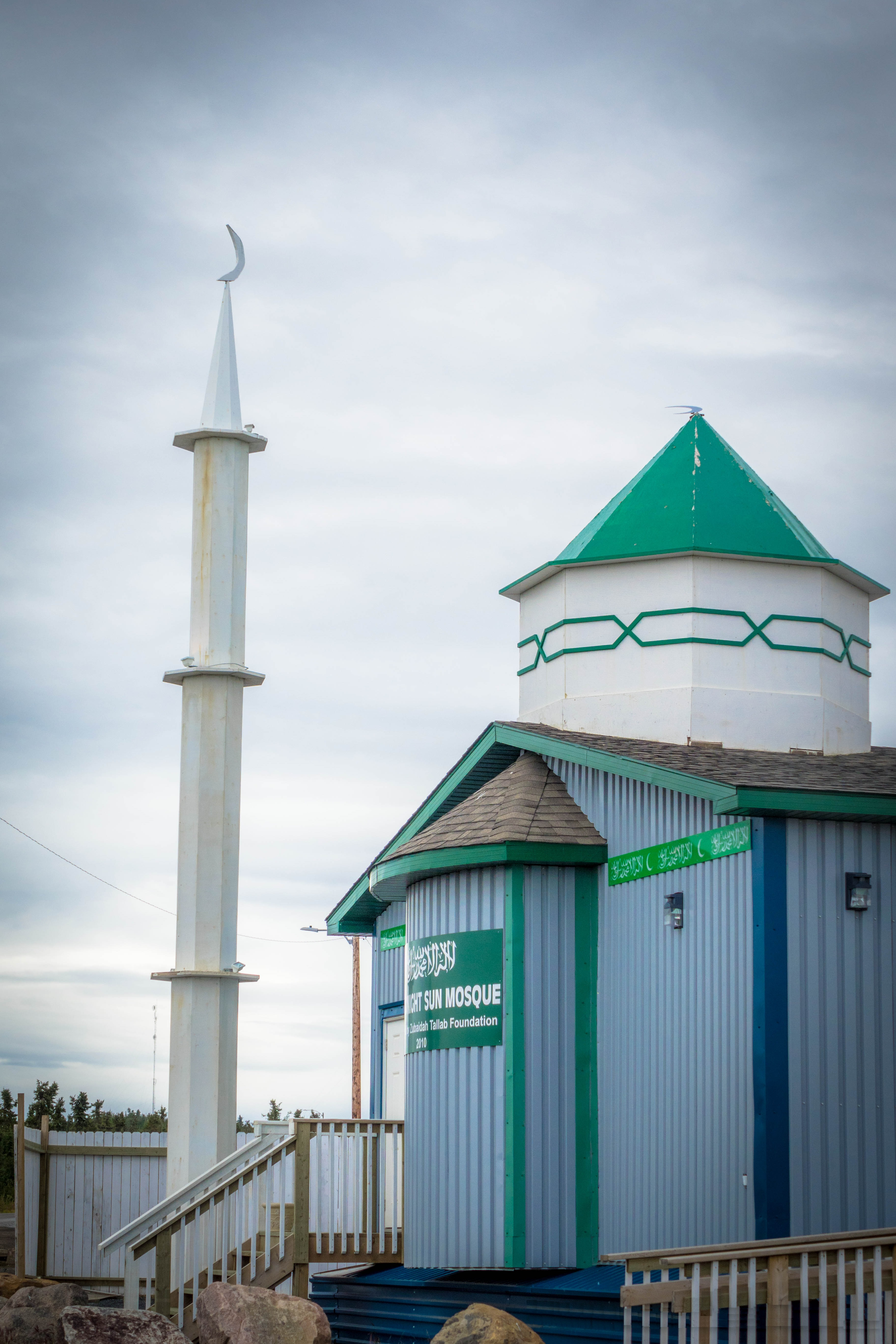
Nhà thờ Hồi giáo Midnight Sun ở Inuvik được Amier Suliman nhận xét: "Đây là tòa tháp đầu tiên được dựng lên ở Bắc Cực...một số người sẽ nói rằng đó là một biên giới mới cho đạo Hồi".

Lịch sử của Hồi giáo ở Bắc Cực bắt đầu tương đối muộn trong niên đại của lịch sử Hồi giáo, do Vòng Bắc Cực nằm ở một khoảng cách rất xa so với các thành trì quyền lực và khu định cư truyền thống của người Hồi giáo. "Điều kiện khí hậu, sự xa xôi cùng đặc điểm công nghiệp nặng" của các thành phố phía bắc đã dẫn đến sự thay đổi văn hóa độc đáo đối với những người Hồi giáo sống trong khu vực này, bao gồm cả xu hướng đa nguyên, trong đó các giáo phái Hồi giáo Sunni và Shia không tách biệt nhau. Ở khu vực này có mặt trời lúc nửa đêm ám chỉ việc năm lời cầu nguyện hàng ngày không thể gắn liền với hoàng hôn và bình minh được, các giáo đồ thông thường sử dụng thời gian giống khu vực phía nam, như thành phố thiêng Mecca hay quê hương của họ.

## Các vấn đề chung về Bắc Cực
Giáo sư Ai Cập MG El-Fandy cho rằng ayat (đoạn câu trong kinh) Quran trong Surah al-Kahf (chương thứ 18 trong Kinh Qur'an) đề cập đến việc Dhu al-Qarnayn tới vùng đất nơi mặt trời trú ngụ sau khi lặn, có thể là một ám chỉ kỳ diệu đến Vòng Bắc Cực.
Năm 2018, một phái đoàn từ Các Tiểu vương quốc Ả Rập Thống nhất đã tháp tùng Adnan Amin, Tổng Giám đốc Cơ quan Năng lượng Tái tạo Quốc tế có trụ sở tại Abu-Dhabi, đến Hội nghị Vòng tròn Bắc Cực lần thứ năm ở Reykjavík, Iceland. Ziad Reslan của Trường Chính trị Kennedy và Marwa Maziad của khoa Nghiên cứu Bắc Cực tại Đại học Washington lưu ý rằng Thế giới Ả Rập và Bắc Cực có mối liên hệ tự nhiên, do tầm quan trọng của việc quản lý thu nhập năng lượng hoạt động ở các nhà nước cho thuê (rentier state), và khủng hoảng nhập cư dân tị nạn chồng chéo với nhu cầu gia tăng lao động nhập cư ở vùng cực bắc.

## Nga

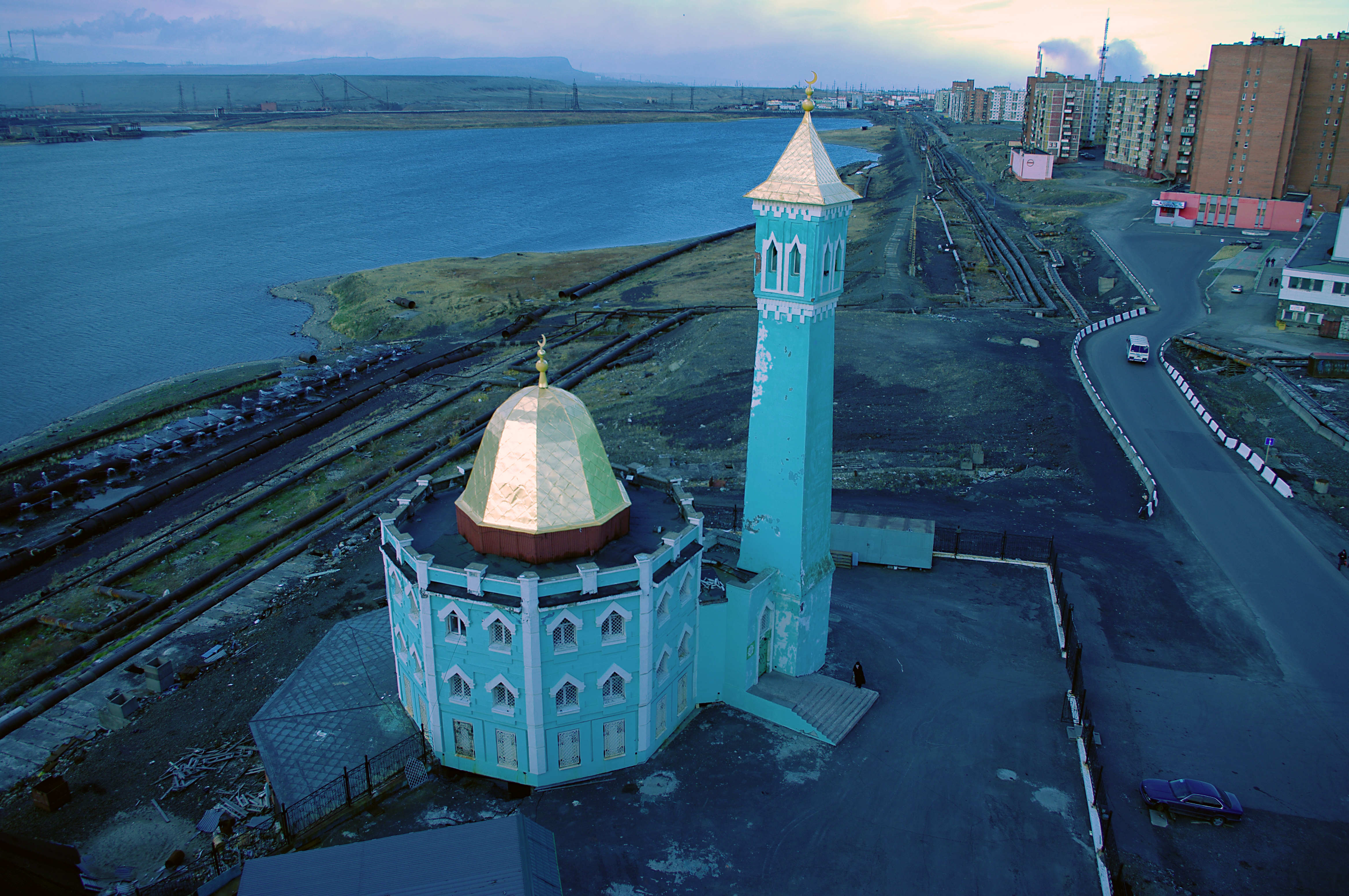
Nhà thờ Hồi giáo Nord Kamal ở Norilsk là nhà thờ Hồi giáo ở cực bắc của thế giới.

Một nghiên cứu có từ năm 2019 đã mô tả các cộng đồng Hồi giáo ở Bắc Cực của Nga là "đang phát triển nhanh chóng" trong hai thập kỷ qua. Ban đầu là việc xây dựng một nhà thờ Hồi giáo ở một thành phố lớn (Yakutsk, cách Vòng Bắc Cực về phía nam 450 kilômét (280 mi)) đã thất bại khi Chiến tranh thế giới thứ nhất và Cách mạng tháng Mười bùng nổ. Tuy nhiên, vào năm 1996 nơi đây đã trở thành địa điểm của nhà thờ Hồi giáo lớn nhất thế giới ở vùng cực bắc, có sức chứa 3000 tín đồ.
Kể từ thế kỷ 19, những người Mullah ở Siberia đã do dự khi công nhận các quyền lực xa xôi. Sau khi Liên bang Xô viết sụp đổ vào năm 1991, ba nhánh đạo Hồi trung ương cạnh tranh để giành quyền kiểm soát dân số Hồi giáo ở Siberia, Viễn Đông và Viễn Bắc; một trong ba tổ chức này bị cuốn vào một tổ chức khác, để lại 2 tổ chức là CDUMR và Hội đồng Muftis, mà Hội đồng Muftis được coi là có mối quan hệ chặt chẽ với chính phủ Nga. Năm 1998, nhà thờ Hồi giáo đầu tiên được xây dựng ở thành phố công nghiệp Norilsk, đến năm 2007, người Hồi giáo trong thành phố được ước tính chiếm 20% dân số, họ đến từ Dagestan, Trung Á và Azerbaijan.
Gần như mọi thành phố Bắc Cực ở Nga hiện diện Hồi giáo, vào năm 2019, 59 nhà thờ và musalla Hồi giáo được xây dựng trên khắp Bắc Cực, tồn tại ở mọi khu vực trừ Khu tự trị Nenets và Chukotka. Một tạp chí định kỳ có tên Hồi giáo ở Yakutia được in ở Neryungri. Vào năm 2014, người ta ghi nhận rằng một số lượng lớn người dân tộc Nga ở Tyumen, nơi có 30 nhà thờ Hồi giáo phía bắc, dường như đang chuyển đổi sang đạo Hồi.
Những thách thức đối với sự hiện diện của người Hồi giáo thuộc nhiều kiểu khác nhau. Thành phố Vorkuta ở Bắc Cực từng có phong trào chủ nghĩa dân tộc da trắng và phong trào đầu trọc mạnh mẽ trong những năm 1990 và 2000, và một nhóm chủ nghĩa dân tộc Nga đã biểu tình chống lại nhà thờ Hồi giáo ở đó. Ở bán đảo Yamal có một cơ sở kinh doanh chế biến thịt tuần lộc halal của Nyda-Resurs, nhưng phải tranh giành thị trường với các loại thịt truyền thống như thịt cừu. Ngoài ra, hai tổ chức Hồi giáo còn cạnh tranh với nhau về quyền kiểm soát các cộng đồng Hồi giáo mới; sự cạnh tranh này được gọi là cạnh tranh ý thức hệ (với Hội đồng Muftis ủng hộ quyền của người Hồi giáo Nga nhiều hơn), cạnh tranh chính trị (vì hội đồng có liên hệ chặt chẽ với Moskva, và đôi khi bị tố cáo là một tổ chức được nhà nước hậu thuẫn tìm cách mở rộng quyền kiểm soát của Moskva đối với người Hồi giáo ở Nga), và cạnh tranh sắc tộc (vì người Bắc Capca thống trị hội đồng, trong khi người Tatars và Bashkirs theo truyền thống kiểm soát CDUMR).

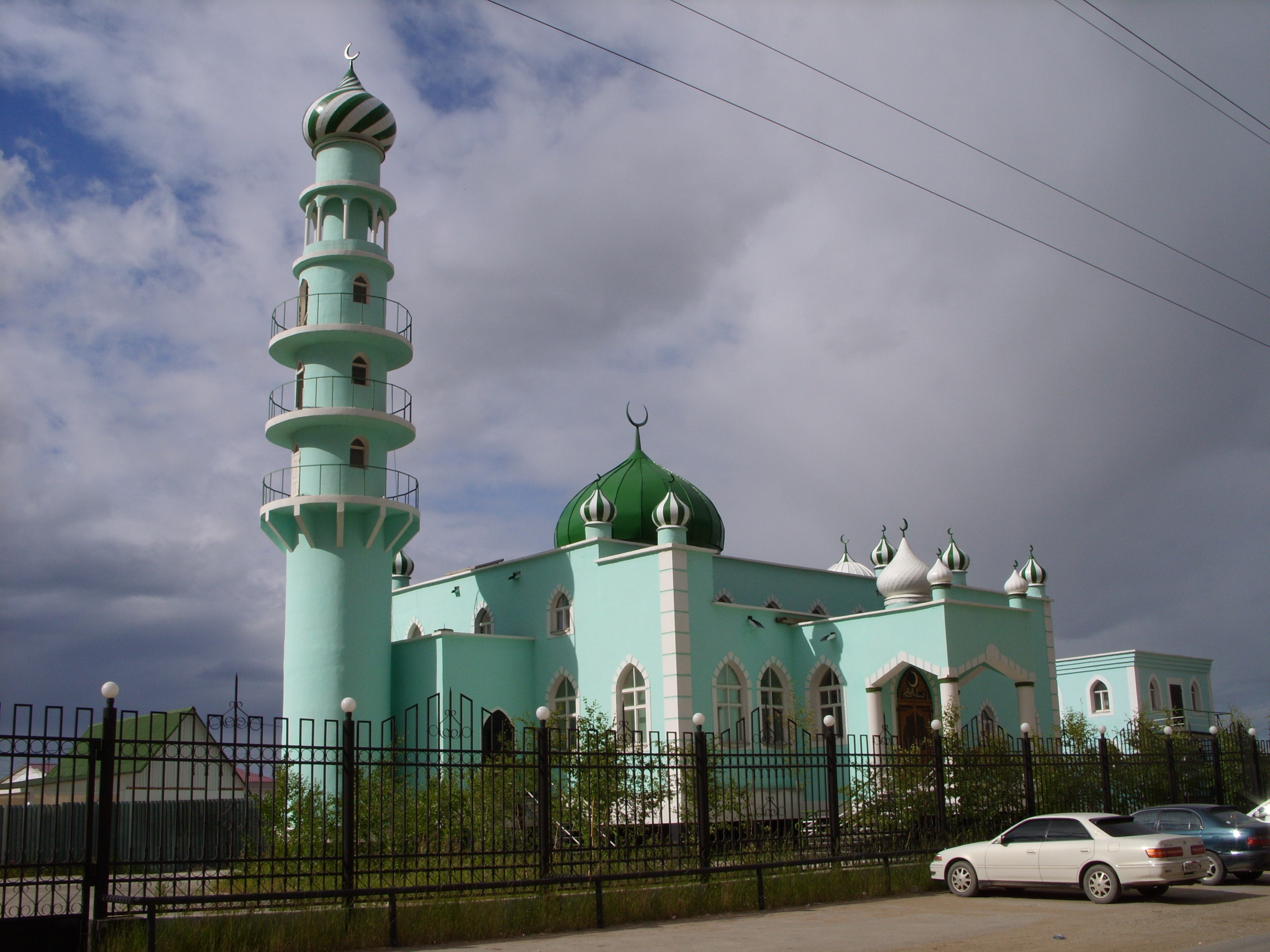
Nhà thờ Hồi giáo ở Yakutsk

Tỉ lệ phần trăm người Hồi giáo ở các vùng Bắc Cực thuộc Nga:
| Khu vực                 | Tỉ lệ phần trăm người theo Hồi giáo |
| ----------------------- | ----------------------------------- |
| Arkhangelsk Oblast      | 0,00                                |
| Chukotka                | 0,00                                |
| Irkutsk Oblast          | 1,25                                |
| Kamchatka Krai          | 1,20                                |
| Khabarovsk Krai         | 1,13                                |
| Komi Republic           | 1,00                                |
| Krasnoyarsk Krai        | 1,50                                |
| Magadan Oblast          | 1,00                                |
| Murmansk Oblast         | 1,00                                |
| Nenets Autonomous Okrug | 0,00                                |
| Sakhalin Oblast         | 0,40                                |
| Tyumen Oblast           | 5,75                                |
| Yakutia                 | 1,40                                |

## Tiểu bang Alaska

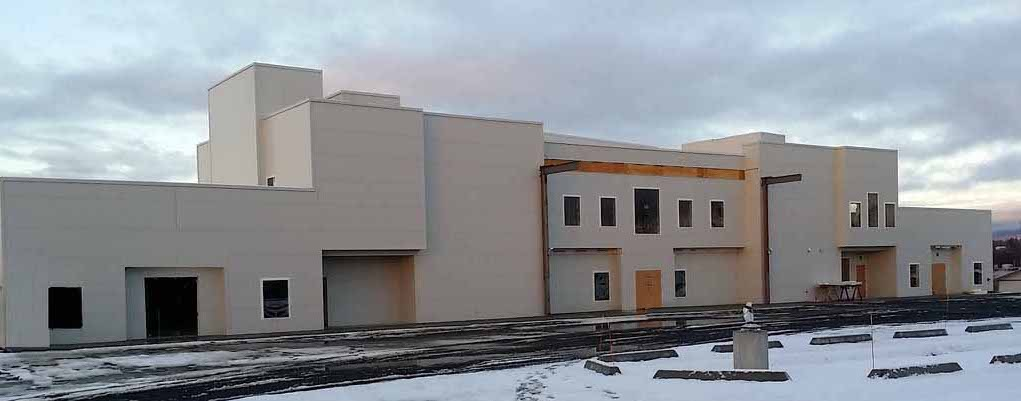
Trung tâm cộng đồng Hồi giáo Anchorage ở Alaska

Người Hồi giáo ở châu Mỹ có tài sản ở Alaska đã bị nhiều chỉ trích, mặc dù họ đã giải thích mối quan tâm của họ là canh tác nông nghiệp hữu cơ, sinh hoạt cộng đồng và chăn nuôi thịt hữu cơ. Trung tâm cộng đồng Hồi giáo Anchorage ở Alaska là nhà thờ Hồi giáo được xây dựng đầu tiên ở tiểu bang, việc xây dựng bắt đầu vào năm 2010 để thay thế cho musalla trong một trung tâm mua sắm dải trước đó có sức phục vụ 3.000 người dân theo đạo Hồi. Một giáo dân được VICE News phỏng vấn đã giải thích rằng anh ta đã chọn Alaska vì trong khi nộp đơn xin nhập cư vào Hoa Kỳ, với tư cách là một bác sĩ sẽ dễ dàng hơn nếu kế hoạch định cư nằm trong một cộng đồng thiếu nhân viên bác sĩ. 35 người Hồi giáo ở Fairbanks, Alaska đã chuyển đổi Nhà nguyện North Post cũ thành một phòng cầu nguyện.

## Khu vực Bắc Cực thuộc Canada
Năm 1905, Ali Abouchadi tham gia Cơn sốt vàng Yukon cùng với người chú và một người bạn, cả ba người đã di cư từ Liban tham gia vào việc tìm kiếm của cải ở phía bắc Canada, mặc dù họ chưa bao giờ đi xa hơn về phía bắc Lac La Biche, Alberta, nhưng điều này đã khởi đầu "sự nhập cư dần dần từng bước của người Hồi giáo Liban đến Lac La Biche". Hai mươi năm sau, Ali một mình đi về phía bắc đến Bắc Băng Dương khi ông là một thương gia, ông dừng lại ở Aklavik rồi cuối cùng trở về Alberta.
Sau Chiến tranh thế giới thứ nhất, một người Hồi giáo Liban là Peter Baker đã cùng với John Morie bắt đầu việc kinh doanh khá thành công khi vận chuyển nguồn cung cấp hàng về phía bắc từ Edmonton đến sông Mackenzie, để cung cấp cho các nhà khảo sát dầu mỏ trong khu vực. Mối quan hệ thân thiết của ông với các bộ lạc bản địa ở Bắc Cực (ông đã học nói tiếng Dogrib và Slavey) khiến các đối thủ cạnh tranh của ông khó chịu. Khi phần lớn các bộ lạc bản địa được trao quyền bầu cử vào năm 1960, một trong những cuộc bầu cử đầu tiên của họ là cho Baker đưa ông lên vị trí Thành viên Hội đồng Lập pháp khu Bắc Mackenzie vào năm 1964, và người ta cho rằng ông là người đề xuất lập Yellowknife làm thủ phủ của lãnh thổ.
Đợt nhập cư ồ ạt đầu tiên của người Hồi giáo vào Các Lãnh thổ Tây Bắc diễn ra sau cuộc bùng nổ khai thác dầu khí ở Bắc Cực những năm 1970. Đến năm 1995, có 5 gia đình Hồi giáo sống ở Inuvik. Nhà thờ Hồi giáo cực Bắc của Tây Bán Cầu là Nhà thờ Hồi giáo Mặt trời lúc nửa đêm được xây dựng vào năm 2010 cho cộng đồng 100 người Hồi giáo của thành phố; nó được lắp ráp ở Manitoba khá xa về phía nam bởi Zubaidah Tallab Foundation (ZTF) rồi được vận chuyển đến Bắc Cực để giảm chi phí. Amier Suliman nhận xét rằng "đây là tòa tháp đầu tiên được dựng lên ở Bắc Cực...một số người sẽ nói rằng đó là một biên giới mới cho đạo Hồi." Tại Inuvik, nó được ráp vào một ngọn tháp cao 10 mét (33 ft) đã được xây dựng tại địa phương. Nó thay thế công trình cũ trước đây từng phục vụ như một musallah, và chỉ đủ sức chứa cho hai mươi người. Sau khi hoàn thành nhà thờ Hồi giáo, Trung tâm Phúc lợi Hồi giáo ở Toronto đã cung cấp kinh phí để mua một bất động sản liền kề để thành lập "Ngân hàng Thực phẩm Bắc Cực". Nó phân phối hàng tạp hóa cho người dân thị trấn và hiện là tổ chức từ thiện lớn nhất của Inuvik. Thủ phủ Yellowknife trên lãnh thổ có khoảng 300 người Hồi giáo.
Nhà thờ Hồi giáo Iqaluit được xây dựng, một lần nữa việc xây thực hiện bởi ZTF vào năm 2015 để phục vụ 80 người Hồi giáo ở thành phố 7000 dân của Nunavut. Vào năm 2018, nó đã mở một nhượng quyền tương tự "Ngân hàng Thực phẩm Bắc Cực" được thành lập trước đó ở Inuvik.
Vào năm 2018, một nhà kho vận tải đường bộ ở Whitehorse, Yukon đã được chuyển đổi thành nhà thờ Hồi giáo chủ yếu bởi Fathallah Farajat từ thành phố phía nam Hamilton, Ontario. Việc khởi công xây dựng nhà thờ Hồi giáo dưới sự đóng góp tài chính của ZTF, đánh dấu lần đầu tiên có một phòng cầu nguyện Hồi giáo ở mọi tỉnh và vùng lãnh thổ của Canada. Hussein Guisti, người đã giám sát việc xây dựng hai nhà thờ Hồi giáo phía bắc trước đó của ZTF, đã mệnh danh nhà thờ Hồi giáo dát bạc là "nhà thờ Hồi giáo Star Trek", liên quan đến nỗ lực của người Hồi giáo Canada trong việc đưa Hồi giáo ra biên giới vùng cực. Vào năm 2019, tòa nhà đã bị phá bỏ để cung cấp không gian cho việc xây dựng một nhà thờ Hồi giáo mới lớn hơn, có thư viện và trường học Hồi giáo.

## Khu vực Bắc Cực thuộc Châu Âu

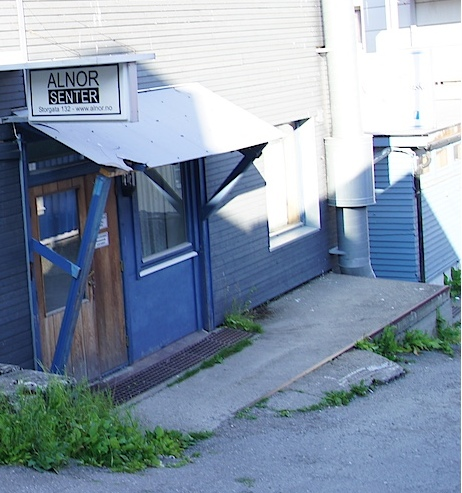
Nhà thờ Hồi giáo Al-Nor ở Tromso, Na Uy.

Vào đầu thế kỷ 20, Phần Lan là quốc gia duy nhất ở Bắc Âu có người Hồi giáo bản địa, với khoảng một nghìn "người Tatars Phần Lan". Người Vepsia ở Phần Lan là một trong những dân tộc cực bắc mà các thương nhân Hồi giáo đã tiếp xúc trong những thế kỷ khởi đầu xuất hiện và lan truyền của Hồi giáo, các thương nhân Azeri đã buôn bán kiếm để đổi lấy lông thú. Vào năm 2018, một nghiên cứu về những người Hồi giáo ở Phần Lan sống bên trong Vòng Bắc Cực cho thấy những người nhập cư Palestine, Iraq, Ba Tư, Thổ Nhĩ Kỳ, Bengali, Somali, Pakistan và Afghanistan hầu hết đều theo đạo Hồi Sunni.
Những người Hồi giáo đầu tiên nhập cư đến vùng Bắc Cực của các nước Bắc Âu trước năm 1976, họ là những người lao động di cư bao gồm cả người Hồi giáo từ Nam Tư, Pakistan và Thổ Nhĩ Kỳ đi lên phía bắc để tìm việc làm.
Nhà thờ Hồi giáo lớn nhất Bắc Cực của Na Uy nằm ở Tromso, được xây dựng vào năm 2006 bởi một người cải đạo sang Hồi giáo và được tài trợ bởi một khoản quyên góp từ một doanh nhân người Ả Rập Xê Út ẩn danh. Có hai nhà thờ Hồi giáo xa hơn về phía bắc ở Alta và Hammerfest.
Tính đến năm 2013, người Hồi giáo duy nhất được biết đến sống ở Greenland là một công dân Liban đang điều hành một nhà hàng ở Nuuk.